# Ardian Gashi
Ardian Gashi, född 20 juni 1981 i Gjakova, dåvarande Jugoslavien, är en norsk fotbollsspelare som spelar för Odds BK. Gashi kom till Norge som flykting i 6-årsåldern. Han har senare blivit norsk medborgare och debuterade i landslaget 2004. Hans position på planen är mittfältare.
Gashi började karriären i division 3-laget KIL/Hemne innan han skrev på för Molde. Han fick lite speltid på Molde Stadion och gick 2002 till Ørn-Horten. Här utvecklades han till en stjärna och blev utlånad och senare köpt till Vålerenga sommaren 2003. 
Under 2004 blev Gashi en Tippeligaen-profil och blev ordinarie i landslaget. Den 30 augusti 2006 lämnade Gashi Vålerenga för Brann för 7 miljoner kronor.
Han skrev i januari 2010 på för Helsingborgs IF.
2012 blev han utsedd till årets HIF:are.

## Meriter
- Norsk mästare 2005 med Vålerenga och 2007 med SK Brann
- Svensk mästare 2011 med Helsingborgs IF
- Svensk cupmästare 2010 och 2011 med Helsingborgs IF
- Svensk supercup-mästare 2011 och 2012 med Helsingborgs IF